# Scared of Chaka
スケアード・オブ・チャカ（英語: Scared of Chaka）は、アメリカ合衆国ニューメキシコ州アルバカーキを拠点としたパンク・ロックバンド。

## 来歴
1993年にギター兼ボーカルのデイヴィッド・ヤヌル・ヘルナンデス、ベースのダメオン・ワゴナー、ドラムのジェフ・ジョーンズによって結成された。後にドラムはジョーンズからロン・スクラセックに取って代わられた。地元アルバカーキのバンドであったドラッグの足跡をたどり、ディッキーズにインスパイアされてガレージ・パンクとポップ・パンクのミックスを演奏した。スプリット・レコード、702レコード、エンプティ・レコード、ダートナップ・レコード、ホープレス・レコード、スピンオフ・レコード、サブシティ・レコードといった7レーベルの遍歴を通じて、多数のフルレングス、7つのEPをリリースした。2001年の”Crossing with Switchblades”のリリース後、バンドは解散した。2008年にオレゴン州ポートランドでのミュージックフェストNW、テキサス州オースティンでのファン・ファン・ファン・フェストなど、数多くのイベントで再結成演奏を行った。2008年9月20日、ウィスコンシン州マディソンでのフォワード・ミュージック・フェストの初年度企画の一環としてディリンジャー・フォーと共演した。